# Gereformeerde Gemeenten in Nederland (buiten verband)
Gereformeerde Gemeenten in Nederland (buiten verband) is een kerkgenootschap dat in 1980 is ontstaan als afsplitsing van de Gereformeerde Gemeenten in Nederland (GGIN) en bestaat momenteel uit drie gemeenten in Dinteloord, Rijssen en Veenendaal. 

## Geschiedenis
Na een discussie over de geloofsleer verlieten de predikanten A. Wink, J. de Groot en A. van den Berg in 1980 het kerkverband van de GGIN en namen zeven gemeenten met zich mee. De aanleiding vormde een aanklacht tegen ds. Van den Berg in 1978. Hij zou stellen "dat van wedergeboorte pas sprake kon zijn bij bewuste geloofskennis van Christus." Nadat Van den Berg zich tijdens een classisvergadering op 27 maart 1980 geconformeerd had aan de geloofsleer zoals binnen het kerkverband gangbaar, scheen hierna het geschil hiermee te zijn opgelost.
Na enige tijd ontstond onenigheid in de gemeente van Gouda over de kandidaatsstelling van ouderlingen. Naar aanleiding hiervan ging ongeveer een kwart van de leden van de 1.200 leden tellende gemeente, met toestemming van de synode apart diensten beleggen. Dit werd een afdeling van de gemeente Nieuwerkerk aan den IJssel. De gemeente van Gouda, waaronder ds. Van den Berg, was als afgevaardigde aanwezig op de voortgezette synode van 27 augustus. Nieuwe problemen ontstonden nadat de predikanten Wink en De Groot niet langer verschenen op de bredere kerkelijke vergaderingen. Zij maakten bekend zich binnen de grenzen van het kerkverband tot het uiterste terug te trekken. Na herhaalde vermaningen werden de twee predikanten op 3 december 1980 geschorst. Hierna traden de predikanten met een deel van hun gemeenten uit het kerkverband. Op woensdag 17 december volgde Gouda met ds. Van den Berg. Door de schorsing van De Groot en Wink werd, volgens de Goudse kerkenraad, de hoop op rechtmatige behandeling van de problemen in Gouda afgesneden. Hiermee waren buitenverband-gemeenten ontstaan.
Over 1980, het jaar van de scheuring, meldden de Gereformeerde Gemeenten in Nederland een verlies van 2.910 leden en doopleden, na een gemiddelde groei in de vijf jaar daarvoor van ruim 400. De buitenverband-gemeenten telden kort na de scheuring dus ruim 3000 leden. De grootste verliezen werden geleden in de predikantsgemeenten Gouda, Veenendaal en Rijssen. In de gemeente van Gouda bleven in 1981 390 leden over van de 1.229 leden uit 1980, in Veenendaal 446 van de 1.719. Behalve in Middelburg bleven de buitenverbanders in het bezit van de kerkelijke goederen. In mei 1981 vormden de uitgetreden gemeenten een classis. 
Eind december 1980 raakte Nieuwerkerk los van het kerkverband en in januari 1981 Zierikzee. De laatste werd in 1983 een Oud Gereformeerde Gemeente. Ook in Oostburg traden leden uit en zij vormden in december 1982 een Gereformeerde Gemeente. In Dinteloord en Middelburg traden een deel van de kerkenraad en gemeente uit en op 18 mei 1982 volgde de gemeente van IJsselmuiden. In 2004 overleden de predikanten Van den Berg en De Groot. In 2010 overleed ook ds. Wink. De gemeente van IJsselmuiden werd opgeheven. 
Van de oorspronkelijke zeven gemeenten zijn er drie, Gouda met bijna 800 leden (in 2009), Nieuwerkerk bijna 200 leden (in 2008), en Middelburg weer teruggegaan naar de Gereformeerde Gemeenten in Nederland. Het Nederlands Dagblad rapporteerde in mei 2010 dat de kleine gemeente in IJsselmuiden zichzelf had opgeheven.
De overgebleven twee grote gemeenten van de Gereformeerde Gemeenten in Nederland (buiten verband) in Veenendaal en Rijssen werden kleiner omdat leden overstapten naar de plaatselijke Gereformeerde Gemeenten in Nederland. Volgens een laatste schatting in 2006 zou het kerkverband ongeveer 1500 leden tellen. 